# Gør din pligt, kræv din ret
Gør din pligt, kræv din ret er en dansk dokumentarfilm fra 1985 med instruktion og manuskript af Bent Staalhøj.

## Handling
Et fagforbund i fortid og nutid. Fra toppen til manden på gulvet. Skal man lade sig nøje med at være kontingentbetaler og ellers holde sin kæft for resten? Skal man tage kampen op mod pamperiet og risikere at blive kaldt for et rødt svin? Er forbundet for alle, eller kun for de få udvalgte, dem med bloddråben i reverset?